# Instituto de Investigación SmartCities
El Instituto de Investigación SmartCities es un centro de investigación tecnológica de la Universidad Pública de Navarra creado en diciembre de 2014 y que está situado en el Campus de Arrosadia de Pamplona.
El centro responde al concepto de ciudad inteligente, es decir, de entornos urbanos en los cuales se pretende el uso y la gestión de diversos recursos, tales como la energía eléctrica, el tráfico rodado, el agua, los residuos y la propia relación ciudadana, de manera integrada y eficiente, mediante el empleo combinado de elementos sensores y redes de comunicación distribuidas. De esta manera, se logra un espacio en el que es factible tanto la recopilación de una gran cantidad de datos del entorno como un elevado grado de interacción de usuarios y dispositivos.

## Dirección
Está dirigido por el catedrático Ignacio Matías Maestro y, en él, participan investigadores de reconocido prestigio y trayectoria (17 de ellos, “seniors”, y 21, con dos sexenios de investigación) de los departamentos de Ingeniería Eléctrica y Electrónica; Automática y Computación; Estadística e Investigación Operativa; Proyectos e Ingeniería Rural; Derecho Público; Ingeniería Mecánica, Energética y de Materiales; e Ingeniería Matemática e Informática.

## Líneas de investigación
El Instituto SmartCities ha definido cinco líneas principales de investigación. Las cuatro primeras están relacionadas con la sensórica (concepto genérico para definir diferentes tipos de sensores); las tecnologías de la información y las comunicaciones; la energía; y el “Big data”. La quinta, que se ha denominado sistemas facilitadores, es de carácter transversal y su misión consiste en facilitar apoyo al resto de tecnologías en materia de toma de decisiones para los servicios de administración y gobierno “on line”, conceptos de accesibilidad y diseño para todos, métodos numéricos de simulación para los distintos servicios, etcétera.